# Illa Candlemas
L'illa Candlemas és una petita illa volcànica deshabitada de les Illes Sandwich del Sud. Té una superfície de 14 km², amb 5,5 km de llarg per 2,5 km d'ample. L'illa va ser descoberta el 2 de febrer de 1775 per James Cook a bord de l'HMS Resolution. L'illa rarament és visitada a causa de les condicions meteorològiques adverses i el seu aïllament, però està poblada per pingüins i aus marines , que formen grans colònies de cria.
L'illa consta de dues parts. La part sud-est està formada pels volcans Andròmeda, màxima altura de l'illa amb 550 msnm, i Perseus, que no presenten cap evidència d'activitat recent. A la part nord-oest hi ha el complex de cons d'escòria més jove de Lucifer Hill, que està envoltat de colades de lava, i on hi ha nombroses fumaroles que emeten gasos volcànics. S'han documentat erupcions d'aquest volcà el 1200 a.C., 1775, 1823, 1911 i 1953. Al voltant de les fumaroles creix una comunitat vegetal formada per molses i líquens.